# شارل دوم، دوک بوربون
شارل دوم، دوک بوربون (انگلیسی: Charles II, Duke of Bourbon; ۱ ژانویهٔ ۱۴۳۴ – ۱۳ سپتامبر ۱۴۸۸) کشیش کاتولیک اهل فرانسه و از کودکی اسقف اعظم لیون و دیپلمات فرانسوی تحت حاکمیت لوئی یازدهم فرانسه بود. او یکی از اعضای خاندان بوربون، فرزند شارل یکم، دوک بوربون و آگنس بورگوندی بود، وی در سال ۱۴۴۳ به اجبار به عنوان اسقف لیون برگزیده شد و پس از آن، در ۶ ژوئن ۱۴۴۴، اسقف اعظم لیون در سن ۱۱ سالگی شد. وی در سال ۱۴۸۸. م تصدی دو هفته‌ای به عنوان دوک بوربون داشت و پس از آن توسط برادر کوچکتر و جانشین خود، پیتر دوم، دوک بوربون، برکنار شد.

## زندگی‌نامه
شارل دوم زمانی که پسر کوچکی بود، از اعضای ارثی مجلس بوربون بود که در ۱۴۴۳ به اسقفی لیون منصوب و بلافاصله پس از آن در ۱۱ سالگی، در ۶ ژوئن ۱۴۴۴، به عنوان اسقف اعظم لیون انتخاب شد. این انتخابات پس از مرگ آمدی د تالار و انصراف ژان سوم بوربون، فرزند نامشروع پدربزرگش ژان اول، دوک بوربون بود. اسقفی او توسط پاپ یوجین چهارم در ۱۴ نوامبر ۱۴۴۶ تأیید شد. به دلیل سن کم وی، اسقف اعظم لیون به صورت غیررسمی توسط ژان رولین، اسقف آوتون (۱۴۴۶ تا ۱۴۴۷)، اسقف اورلئان (۱۴۴۷ تا ۱۴۴۹) و عمویش ژان سوم بوربون، اسقف پوی (از ۱۴۴۹ تا ۱۴۶۶) اداره می‌گشت.
در آن زمان، او هنوز رابطه خوبی با پادشاه فرانسه لوئی یازدهم داشت. در سال ۱۴۶۵، لوئی یازدهم شارل دوم را به همراه تیبو از لوکزامبورگ، اسقف مانس به عنوان سفیر نزد پاپ پل دوم که اخیراً در سال ۱۴۶۴ انتخاب شده بود فرستاد. در ۷ ژانویه ۱۴۶۹، شارل دوم در Plessis-lèz-Tours، عمارت دومی اش در نزدیکی Tours، امضای حق ثبت اختراع نامه‌های سلطنتی را به عنوان مشاور پادشاه به دست آورد. وی به عنوان هم‌نام، همراه با ژوآن والوا، دوشس بوربون (همسرش) و ادوارد از وست مینستر، پدرخوانده پدر دوفن (ولیعهد) شارل هشتم بود. از سال ۱۴۷۲ تا ۱۴۷۶، او به عنوان نماینده پاپ در آوینیون منصوب شد، اگرچه او فقط در ۲۳ نوامبر ۱۴۷۳ به آنجا رسید. در ۲۳ مه ۱۴۷۴، پاپ سیکستوس چهارم خواهرزاده خود را به عنوان اسقف آوینیون و ۲ سال بعد به عنوان لگات منصوب کرد. این امر لوئی یازدهم و پاپ را با همدیگر درگیر کرد و ارتش سلطنتی و سپاهیان پاپ برای تحمیل نظر آن دو درگیر شدند. در ۱۵ ژوئن ۱۴۷۶، برای حل این مشکل، پادشاه از خواهرزاده پاپ در لیون استقبال کرد، به طوری که شارل دوم از دست دادن آوینیون را پذیرفت. به همین دلیل است که در سال ۱۴۷۶، او اسقف کلرمونت شد و توسط سیکستوس چهارم به کاردینال ارتقا یافت.
به نظر می‌رسد که شارل دوم پس از ترک آوینیون، از لوئی یازدهم بار دیگر طرفداری کرد. کاردینال در طی مبارزات انتخاباتی پس از کشته شدن شارل جسور دوک بورگوندی، در ۱۸ مارس ۱۴۷۷، با شاه در آرا حضور داشت.

### ادعا در مورد دوک‌نشین بوربون
وی همچنین در آوریل ۱۴۸۸ برای مدت کوتاهی دوک بوربون و اورن بود و جانشین برادر بزرگتر خود، ژان دوم شد، این باعث شد که شارل دوم، به عنوان نزدیکترین وارث برادرش، مدعی میراث خانوادگی در بوربون و اوورن شود. این حرکت وی توسط برادر کوچکترش، پیتر، و همسر پیتر، آن فرانسوی (دختر لوئی یازدهم و نایب السلطنه شارل هشتم) تحمل نشد، پیتر بلافاصله در تاریخ ۱۰ آوریل با زور به سرزمین‌های بوربون رسید. در ۱۵ آوریل، اعضای شورای پادشاهی که آن برای «تسلیت به کاردینال به مناسبت مرگ برادرش» فرستاده بود، در ازای توافق مالی وی را مجبور به انصراف از هرگونه ادعا در مورد سرزمین‌های بوربون کرد. شارل دوم در همان سال و در شرایط اسرارآمیز، در پی سقوط ناگهانی در یک خانه خصوصی در لیون، درگذشت. تصدی کوتاه مدت این عنوان در دوره ۱ آوریل - ۱۵ آوریل، پس از مرگ در سال ۱۵۰۵ تأیید می‌شود، زمانی که شارل دو مونپنسیه به عنوان شارل سوم به پادشاهی ملحق می‌شود.

### ازدواج
شارل دوم از رابطه با گابریل بارتین یک دختر نامشروع به نام ایزابل داشت که بعداً توسط شارل هشتم، که سپس با گیلبرت از شانتلو، ارباب لا شیز (Monétay-sur-Allier) ازدواج کرد، در سال ۱۴۹۷ درگذشت، مشروعیت بخشید.